# Икар (балет Слонимского)
Икар — балет в двух актах Сергея Слонимского. Либретто Юрия Слонимского по мотивам древнегреческого мифа об Икаре.

## История создания
Инициатором постановки этого балета в Большом театре был Юрий Григорович. Ему же принадлежала идея поручить постановку спектакля Владимиру Васильеву. «Икар» стал первым опытом хореографической постановочной деятельности для известного танцовщика. В. В. Васильев вспоминал:

Хореографией, постановочной работой я хотел заниматься давно. Вернее, со школьной скамьи. Но так сложилась жизнь в театре, что всё время были новые роли и просто не хватало времени, чтобы заняться балетмейстерством. А потом, люди тоже бывают разные: некоторые, несмотря ни на какие препятствия, упрямо идут к своей цели и добиваются своего. А других надо постоянно подталкивать. Мне кажется, я отношусь ко вторым. И не будь у нас главным балетмейстером Юрий Николаевич Григорович и не подтолкни он меня к первой моей работе — к «Икару», может быть, я оставался бы до сих пор со своими мечтами. А он взял и бросил меня в омут хореографии…— Владимир Васильев
Это был первый балет, созданный специально для огромной сцены Кремлёвского дворца съездов. Технические возможности площадки дали возможность развернуть действие одновременно на разных уровнях сцены.

## Сценическая жизнь

### Большой театр
Премьера прошла 29 мая 1971 года на сцене Кремлёвского дворца съездов
Художник-постановщик Вадим Рындин, дирижёр-постановщик Альгис Жюрайтис, хормейстеры Игорь Агафонников и Станислав Гусев
Действующие лица
- Икар — Юрий Владимиров, (затем Владимир Васильев)
- Девушка — Нина Сорокина, (затем Екатерина Максимова)
- Архонт — Валерий Лагунов, (затем Михаил Цивин)
- Сикофанты — Юрий Ветров, Александр Лавренюк, Андрей Петров, Сергей Радченко
- Девушки — Агнесса Балиева, Нелли Кривовяз, Татьяна Попко, Татьяна Черкасская
- Юноши — Александр Богатырёв, Вячеслав Гордеев, Анатолий Данилычев, Николай Фёдоров
- Мим — Олег Рачковский, (затем Василий Ворохобко)
- Мальчики — Эльмира Костерина, Любовь Серова

Спектакль прошёл 13 раз, последнее представление 31 декабря 1972 года
Премьера второй редакции балета прошла 14 декабря 1976 года на сцене Кремлёвского дворца съездов
Художник-постановщик Валерий Левенталь, дирижёр-постановщик Эри Клас, хормейстеры Игорь Агафонников и Станислав Гусев
Действующие лица
- Икар — Владимир Васильев, (затем Александр Богатырёв, Вячеслав Гордеев, Виктор Барыкин)
- Архонт — Валерий Лагунов, (затем Владимир Деревянко, Михаил Цивин)
- Эола, сестра Архонта — Екатерина Максимова, (затем Марина Кондратьева, Надежда Павлова)
- Клеон, сикофант — Борис Акимов, (затем Виктор Барыкин)
- Слуги Архонта — Андрей Петров, Олег Попандопуло
- Друзья Икара — Анатолий Данилычев, Виктор Кожадей
- Нимфа — Елена Черкасская
- Сатиры — Владимир Абросимов, Василий Ворохобко

Спектакль прошёл 35 раз, последнее представление 19 ноября 1983 года

### Ленинградский театр оперы и балета имени С. М. Кирова
Премьера прошла 29 мая 1974 года
Балетмейстер-постановщик Игорь Бельский, художник-постановщик Энар Стенберг, дирижёр-постановщик Джемал Далгат, хормейстер А. Г. Мурин
Действующие лица
- Икар — Юрий Соловьёв, (затем Вадим Гуляев)
- Птица-мечта — Ирина Колпакова, (затем Елена Евтеева, Светлана Ефремова)
- Архонт — Вадим Бударин, (затем Олег Соколов, Николай Ковмир)
- Ариадна — Габриэла Комлева, (затем Валентина Ганибалова, Наталья Большакова)

Последнее представление в 1977 году